# Зиново (Тверская область)
Зиново — деревня в Калязинском районе Тверской области. Входит в состав Нерльского сельского поселения.

## География
Находится в юго-восточной части Тверской области на расстоянии приблизительно 31 км на юг по прямой от районного центра города Калязин.

## История
Была отмечена на карте 1825 года. В 1859 году здесь (тогда деревня Калязинского уезда Тверской губернии) было учтено 28 дворов, в 1940 — 59.

## Население
Численность населения: 216 человек (1859 год), 30 (русские 97 %) в 2002 году, 18 в 2010.